# Ziegelhütte (Wüstung, Geiselwind)
Ziegelhütte ist eine Wüstung in der Gemarkung des Marktes Geiselwind im unterfränkischen Landkreis Kitzingen. Der Werkstatthof wurde im 20. Jahrhundert abgerissen. Wahrscheinlich war der Betrieb nicht mehr rentabel.

## Geografische Lage
Die ehemalige Ziegelhütte befindet sich in der heutigen Gemarkung des Marktes Geiselwind. Sie wurde ca. 600 m südlich des Marktplatzes zwischen der Ebrach und der Bundesautobahn 3 lokalisiert. Wahrscheinlich wurden auf dem Areal Teile des Autohofs errichtet. Nördlich der Wüstungsstelle befindet sich der Geiselwinder Altort, östlich liegt die Autobahnauffahrt. Westlich, durch die Bundesautobahn getrennt, befindet sich Langenberg.

## Geschichte
Ziegelhütte ist ein weitverbreiteter Ortsname. Er verweist auf den Ort, an dem Ziegel hergestellt wurden. Das Suffix -hütte entstammt dem Mittelhochdeutschen und bedeutet eine überdachte Werkstatt. Erstmals erwähnt wurde die Geiselwinder Ziegelhütte im Jahr 1752. Damals erschien im Geiselwinder Pfarrbuch Jacob Denitz, der „laterarius“ (Ziegelstreicher) „in der ZiegelHütten“ war. 
Um 1835 tauchte der Ziegelacker als Flurname auf. Auch die Ziegelwiese und die Ziegelhütten-Wiese, die wohl alle um die Werkstatt gruppiert waren, wurden so genannt. Die von den Orten betriebenen oder an Privatleute verpachteten Ziegelhütten wurden zumeist nach dem Ersten Weltkrieg aufgelöst, weil die Produktion nicht mehr länger rentabel war. Die Geiselwinder Ziegelhütte wurde spätestens in den 1950er Jahren abgerissen.